# Bobby Clark (Fußballspieler, 1945)
Robert Brown „Bobby“ Clark (* 26. September 1945 in Glasgow) ist ein ehemaliger schottischer Fußballtorhüter. Er war vor allem als Schlussmann des schottischen Erstligisten FC Aberdeen zwischen 1965 und 1980 bekannt, absolvierte für den Verein 591 Pflichtspiele und gewann jeweils einmal die Meisterschaft, den FA Cup und den Ligapokal. Darüber hinaus bestritt er 17 A-Länderspiele für die schottische Nationalmannschaft zwischen 1967 und 1973 und war Teil des Kaders der WM-Endrunde 1978 in Argentinien, bei der er jedoch nur als Ersatz für Alan Rough fungierte und in keinem der drei Gruppenspiele eingesetzt wurde.

## Sportlicher Werdegang

### Vereinskarriere
Clark schloss sich als 17-jähriges Torhütertalent dem schottischen Zweitligisten FC Queen’s Park an und debütierte im Jahr 1963 auswärts im Glebe Park gegen Brechin City. Erstmals fiel er dem FC Aberdeen auf, als er ein Jahr später sicherer Rückhalt im direkten Aufeinandertreffen im Pittodrie Stadium war und das 1:1 im schottischen Pokal „festhielt“. Zwar setzte sich Aberdeen dann im Wiederholungsspiel durch, aber nicht nur Clark, sondern auch der am Anfang seiner Trainerlaufbahn befindliche Eddie Turnbull überzeugte und es dauert nicht lange, dass sowohl Turnbull als auch dessen erste Verpflichtung Clark im Jahr 1965 ihren Weg nach Aberdeen fanden.
Der FC Aberdeen hatte sich für einen längeren Zeitraum in einem sportlichen Verfall befunden, aber die nun folgende Ära unter Turnbull sollte einen Wendepunkt darstellen. Nach dem Weggang des etatmäßigen Stammkeepers John Ogston zum FC Liverpool stand Clark erstmals am 28. August 1965 gegen den FC Clyde im Ligapokal für Aberdeen zwischen den Pfosten. Schnell etablierte er sich und fand sich im Jahr 1966 bereits in einem Auswahlspiel der schottischen U23 wieder. Der erste Griff zu einer Trophäe folgte Ende April 1967 im schottischen Pokal, aber das Finale ging gegen Celtic Glasgow mit 0:2 verloren. Kurz darauf absolvierte Aberdeen eine Reise durch Nordamerika, wo der Klub als Washington Whips in der alten NASL spielte. Nach der Rückkehr hatte Clark zunehmend mit Formschwankungen zu kämpfen und er verlor seinen Stammplatz an Ernie McGarr. Im Jahr 1969 wurde sogar zwischenzeitlich versucht, aus Clark einen Feldspieler zu machen. Dabei wurde er auf der zentralen Abwehrposition getestet und spielte danach zweimal für die erste Mannschaft, bevor ihn Turnbull nach einer gründlichen Aussprache wieder zur „Nummer 1“ machte. In dieser Rolle erreichte Clark mit Aberdeen im Jahr 1970 erneut das Finale im FA Cup gegen Celtic und siegte nun mit 3:1. Leistungsträger der Pokalsiegermannschaft waren Henning Boel, Tommy McMillan und Martin Buchan in der Abwehr sowie Torjäger Joe Harper. In der anschließenden Saison 1970/71 konkurrierte Aberdeen lange mit Celtic um den Meistertitel, aber obwohl am Ende nur der Vizetitel heraussprang, hatte Clark zwischenzeitlich einen britischen Rekord mit 1.155 Minuten ohne Pflichtspielgegentor aufgestellt. Im Verlauf der 1970er-Jahre blieb Clark zumeist Stammkeeper des FC Aberdeen und bestritt insgesamt 591 Pflichtspiele für die „Dons“. Nächster Höhepunkt nach dem FA-Cup-Sieg war im November 1976 der Gewinn des Ligapokals, in dessen Finale wieder Celtic der Gegner war und Aberdeen mit 2:1 die Oberhand behielt – nach einem Tor in der Nachspielzeit vom Einwechselspieler Davie Robb.
Als gegen Ende der 1970er-Jahre die Trainer Billy McNeill und danach Alex Ferguson hießen, war Clark weiter Teil der Mannschaft. Speziell unter Ferguson erfuhr der Klub eine erneute Euphorisierung, die in den Gewinn der schottischen Meisterschaft 1980 mündete. Clark hatte dabei nur 2 von 36 Meisterschaftsspielen verpasst und engagierte sich parallel in der Jugendarbeit des Vereins. Ohne weitere Einsätze absolviert zu haben, verließ er den FC Aberdeen zwei Jahre später.

### Schottische Nationalmannschaft
Am 22. November 1967 debütierte Clark in der schottischen A-Nationalmannschaft gegen Wales (3:2). Er bestritt bis Anfang 1973 insgesamt 17 Länderspiele, wobei sein letzter Einsatz gegen England am 14. Februar 1973 mit einer deftigen 0:5-Niederlage endete. Im Jahr darauf wurde er nicht in den schottischen Kader für die WM-Endrunde 1974 in Deutschland nominiert. Obwohl er danach weiter zu keinem Einsatz mehr für die „Bravehearts“ kam, sorgte der damalige Nationaltrainer Ally MacLeod dafür, dass er in den Kader für die WM-Endrunde 1978 in Argentinien berufen wurde. Dort war er jedoch nur Ersatzmann hinter Stammkeeper Alan Rough und blieb im Turnier ohne Einsatz.

## Trainerlaufbahn
Clark betätigte sich früh als Entwicklungshelfer im Fußball und betreute in der Saison 1983/84 in der simbabwischen Stadt Bulawayo den Highlanders FC. Danach startete er 1985 seine Trainerkarriere an Universitäten der Vereinigten Staaten zunächst am Dartmouth College und führte die dortige Fußballmannschaft in neun Jahren zu 82 Siegen in insgesamt 137 Spielen. Größte Erfolge waren das zweimalige Erreichen des Viertelfinals der NCAA-Meisterschaft und die Top-10-Platzierung des Colleges für vier Jahre ohne Unterbrechung. Zwischen 1994 und 1996 war er Trainer der neuseeländischen Nationalmannschaft und betreute dazu die Olympia-Auswahl sowie die U20- und U17-Teams. In Anerkennung für seine Verdienste um den neuseeländischen Fußball erhielt er im Jahr 1995 die Jim McCullen Trophy.
Ab 1996 arbeitete Clark als Cheftrainer an der Stanford University und machte aus einem Team, das zuvor vier Jahre lang stets eine negative Punktebilanz aufgewiesen hatte, einen Spitzenverein. Als Sportdirektor war er gleichsam für das Programm der Männer- und Frauenmannschaften verantwortlich. Mit der Männermannschaft erreichte er in vier Jahren eine Bilanz von 71 Siegen in 104 Spielen und führte diese stets in die Meisterschaftsrunde der NCAA. Darüber hinaus gelang 1998 der Einzug ins Finale, in dem sich Stanford der Indiana University Bloomington mit 1:3 geschlagen geben musste. Clarks letztes Jahr 2000 in Stanford markierte mit 18 Siegen aus 22 Spielen eine der erfolgreichsten Spielzeiten in seiner Geschichte. Zwischenzeitlich rangierte die Universität an der nationalen Spitze, bevor das Team im Viertelfinale der NCAA gegen die Southern Methodist University mit 1:2 verlor und ausschied. Zu den Spielern, die später in den Profibereich übergingen, zählte der Neuseeländer Ryan Nelsen.
Im Januar 2001 schloss sich Clark der University of Notre Dame an und sollte 17 Jahre verantwortlich für die dortige College-Mannschaft sein. Auch hier hatte die Universität in den zwei Jahren zuvor jeweils eine negative Statistik aufgewiesen, danach unter Clark stets positiv abgeschlossen und sich eine Bilanz von 216 Siegen in 365 Spielen erarbeitet. Bereits im ersten Jahr 2001 zog Notre Dame erstmals seit 1996 in die NCAA-Playoffs ein und nur einmal in insgesamt 17 Jahren gelang die Qualifikation nicht. Höhepunkt war im Jahr 2013 der Gewinn des NCAA-Titels nach einem 2:1-Endspielsieg gegen die University of Maryland. Im November 2017 verabschiedete sich Clark in den Ruhestand.

## Titel/Auszeichnungen

### Als Spieler
- Schottische Meisterschaft (1): 1979/80
- Schottischer Pokal (1): 1969/70
- Schottischer Ligapokal (1): 1976/77
- Drybrough Cup (2): 1971, 1980

### Als Trainer
- mit Dartmouth Big Green: Ivy League Tournament: 1988, 1990, 1992
- mit Stanford Cardinal: MPSF Mountain Division Championship: 1997
- mit Notre Dame Fighting Irish: NCAA Tournament Championship: 2013 / Conference Championship: 2003, 2012 / Conference Regular Season Title: 2004, 2007, 2008, 2013, 2014
- Persönliche Auszeichnungen
  - USC College Coach of the Year: 2013
  - MPSF Mountain Division Coach of the Year: 1996, 1997
  - NSCAA Far West Region Coach of the Year: 1997
  - Jim McCullen Trophy: 1995